# Eisenbahnunfall von Waterval Boven
Bei dem Eisenbahnunfall von Waterval Boven auf der Bahnstrecke Pretoria–Maputo entgleiste am 15. November 1949 ein von Südafrika nach Mosambik fahrender Reisezug in der Nähe von Waterval Boven, Transvaal, auf einer Brücke. Der Zug war mit etwa 500 Reisenden besetzt. Sieben Personenwagen des Zuges stürzten dabei 20 Meter tief von einer Brücke in den Fluss Elands, sechs weitere Waggons kippten um. 55 Menschen starben, mehr als 100 wurden verletzt.